# Мезграја (Ниш)
Мезграја је насељено место у градској општини Црвени Крст на подручју града Ниша у Нишавском округу. Налази се на алувијалној тераси Јужне Мораве у суповачком пролазу, на граници Нишке и Алексиначке котлине, на око 12 км северозападно од центра Ниша. Према попису из 2022. било је 507 становника (према попису из 1991. било је 607 становника).

## Историја
Оскудност преисторијских, античких и средњовековних налаза упућује на могућност непостојања села у далекој прошлости. Овакву могућност поткрепљује чињеница меандрирања и мењања речног тока Јужне Мораве на сектору Мезграја у прошлости. О овом селу нема података ни из турског периода све до 1833. године кад се заједно с околним селима помиње у рајинским побунама („размирицама“). После неуспеле нишке буне 1841. године помиње се Мезграја као село које је помагало хајдуке.
По ослобођењу од Турака село је почело да се обнавља и јача напуштајући постепено натуралне и прелазећи на тржишне облике привређивања, с примарном оријентацијом на ратарство и повртарство. Напретку села битно је допринела изградња железничке пруге Београд - Ниш 1884. године, која је Мезграју, укључујући и београдски друм, угодно везала с нишким тржиштем. Ова околност је допринела томе да село после Другог светског рата, осим што је иселило један број радно способног становништва (пре свега у Ниш), постане имиграционо привлачно за поједина радничка домаћинства из удаљенијих и сиромашнијих села. На тој основи развој становништва је добио стагнантан облик с прилично израженим економско-социјалним структуралним променама, што се види из податка да је у Мезграји 1971. године живело 55 пољопривредних, 65 мешовитих и 36 непољопривредних домаћинстава.

## Саобраћај
До насеља се може доћи приградским линијама 28Б ПАС Ниш - Чамурлија - Горња Топоница - Мезграја, линијом 29 ПАС Ниш - Чамурлија - Горња Топоница - Мезграја - Доња Топоница - Доња Трнава - Горња Трнава, линијом 29А ПАС Ниш - Медошевац - Поповац - Трупале - Вртиште - Мезграја - Доња Топоница - Доња Трнава - Горња Трнава и линијом 39 ПАС Ниш - Чамурлија - Горња Топоница - Мезграја - Суповац - Сечаница.

## Демографија
Крајем 19. века (1895. године) село је имало 39 кућа и 319 становника, а године 1930. у њему су живела 92 домаћинства и 597 становника.
У насељу Мезграја сада (2002. године) живи 457 пунолетних становника, а просечна старост становништва износи 46,6 година (45,1 код мушкараца и 48,0 код жена). У насељу има 178 домаћинстава, а просечан број чланова по домаћинству је 2,85.
Ово насеље је великим делом насељено Србима (према попису из 2002. године).
|  |

| Демографија | Демографија | Демографија |
| Година      | Становника  | Становника  |
| ----------- | ----------- | ----------- |
| 1948.       | 650         |             |
| 1953.       | 641         |             |
| 1961.       | 675         |             |
| 1971.       | 593         |             |
| 1981.       | 582         |             |
| 1991.       | 607         | 601         |
| 2002.       | 575         | 575         |
| 2011.       | 541         |             |
| 2022.       | 507         |             |

| Етнички састав према попису из 2002.‍ | Етнички састав према попису из 2002.‍ | Етнички састав према попису из 2002.‍ | Етнички састав према попису из 2002.‍ | Етнички састав према попису из 2002.‍ |
| ------------------------------------ | ------------------------------------ | ------------------------------------ | ------------------------------------ | ------------------------------------ |
|                                      |                                      |                                      |                                      |                                      |
| Срби                                 | Срби                                 |                                      | 569                                  | 98,95%                               |
| Мађари                               | Мађари                               |                                      | 2                                    | 0,34%                                |
| Муслимани                            | Муслимани                            |                                      | 1                                    | 0,17%                                |
| Југословени                          | Југословени                          |                                      | 1                                    | 0,17%                                |
| непознато                            | непознато                            |                                      | 1                                    | 0,17%                                |

| Година пописа     | 1948. | 1953. | 1961. | 1971. | 1981. | 1991. | 2002. |
| ----------------- | ----- | ----- | ----- | ----- | ----- | ----- | ----- |
| Број домаћинстава | 123   | 133   | 156   | 156   | 162   | 168   | 178   |

| Број чланова      | 1  | 2  | 3  | 4  | 5  | 6  | 7 | 8 | 9 | 10 и више | Просек |
| ----------------- | -- | -- | -- | -- | -- | -- | - | - | - | --------- | ------ |
| Број домаћинстава | 34 | 38 | 25 | 41 | 20 | 16 | 3 | 0 | 1 | 0         | 3,23   |

| Пол    | Укупно | Неожењен/Неудата | Ожењен/Удата | Удовац/Удовица | Разведен/Разведена | Непознато |
| ------ | ------ | ---------------- | ------------ | -------------- | ------------------ | --------- |
| Мушки  | 245    | 72               | 150          | 14             | 7                  | 2         |
| Женски | 253    | 44               | 155          | 48             | 5                  | 1         |
| УКУПНО | 498    | 116              | 305          | 62             | 12                 | 3         |

| Пол    | Укупно                    | Пољопривреда, лов и шумарство | Рибарство                            | Вађење руде и камена | Прерађивачка индустрија       |
| ------ | ------------------------- | ----------------------------- | ------------------------------------ | -------------------- | ----------------------------- |
| Мушки  | 117                       | 4                             | 0                                    | 0                    | 35                            |
| Женски | 51                        | 0                             | 0                                    | 0                    | 13                            |
| УКУПНО | 168                       | 4                             | 0                                    | 0                    | 48                            |
| Пол    | Производња и снабдевање   | Грађевинарство                | Трговина                             | Хотели и ресторани   | Саобраћај, складиштење и везе |
| Мушки  | 5                         | 9                             | 7                                    | 8                    | 22                            |
| Женски | 0                         | 0                             | 10                                   | 4                    | 3                             |
| УКУПНО | 5                         | 9                             | 17                                   | 12                   | 25                            |
| Пол    | Финансијско посредовање   | Некретнине                    | Државна управа и одбрана             | Образовање           | Здравствени и социјални рад   |
| Мушки  | 0                         | 2                             | 5                                    | 1                    | 15                            |
| Женски | 0                         | 1                             | 0                                    | 4                    | 15                            |
| УКУПНО | 0                         | 3                             | 5                                    | 5                    | 30                            |
| Пол    | Остале услужне активности | Приватна домаћинства          | Екстериторијалне организације и тела | Непознато            | Непознато                     |
| Мушки  | 2                         | 0                             | 0                                    | 2                    | 2                             |
| Женски | 1                         | 0                             | 0                                    | 0                    | 0                             |
| УКУПНО | 3                         | 0                             | 0                                    | 2                    | 2                             |